# Conus chiapponorum
Espèce
Statut de conservation UICN

 DD  : Données insuffisantes
Conus chiapponorum est une espèce de mollusques gastéropodes marins de la famille des Conidae.
Comme toutes les espèces du genre Conus, ces escargots sont prédateurs et venimeux. Ils sont capables de « piquer » les humains et doivent donc être manipulés avec précaution, voire pas du tout.

## Description
La taille de la coquille varie entre 18 mm et 60 mm.

## Distribution
Cette espèce marine est présente au sud de Madagascar.

### Niveau de risque d’extinction de l’espèce
Selon l'analyse de l'UICN réalisée en 2011 pour la définition du niveau de risque d'extinction, cette espèce n'est présente que dans une petite zone à Madagascar mais on sait peu de choses actuellement sur son écologie, son habitat et les menaces qui pèsent sur elle puisqu'elle n'a été enregistrée que sur des coquilles mortes. Elle a donc été classée dans la catégorie "Données insuffisantes".

## Taxonomie

### Publication originale
L'espèce Conus chiapponorum a été décrite pour la première fois en 2004 par le malacologiste allemand Felix Lorenz (d) dans la publication intitulée « Visaya »,.

### Synonymes
- Conus (Textilia) chiapponorum Lorenz, 2004 · appellation alternative
- Conus (Textilia) lucasi (Bozzetti, 2010) · non accepté
- Conus lucasi (Bozzetti, 2010) · non accepté
- Textilia chiapponorum (Lorenz, 2004) · non accepté
- Textilia lucasi Bozzetti, 2010 · non accepté
- Textilia lucasi f. albina Bozzetti, 2011 · non accepté

## Identifiants taxonomiques
Chaque taxon catalogué par les bases de données biologiques et taxonomiques possède un identifiant qui permet d'établir un point de référence. Les identifiants de Conus chiapponorum dans les principales bases sont les suivants :
CoL : XX5S - GBIF : 5728266 - iNaturalist : 431906 - IRMNG : 11697152 - TAXREF : 155473 - UICN : 192569 - WoRMS : 388887